# Sauber C15
La Sauber C15 fu la monoposto costruita dalla Sauber per prendere parte al campionato mondiale di Formula 1  del 1996.

## Piloti
Come prima guida venne confermato per la terza stagione consecutiva Heinz-Harald Frentzen, mentre la seconda macchina fu affidata a Johnny Herbert, reduce da un'ottima stagione 1995 con la Benetton.

## La vettura
La progettazione della vettura fu diretta da Leo Ress in collaborazione con l'esperto di aerodinamica René Hilhorst.
Dopo i buoni risultati ottenuti nel 1995 con il motore Ford ECA Zetec-R V8, nel 1996 la Sauber passò al propulsore JD Zetec-R V10, sulla carta più performante, in quanto più leggero, potente e con un regime di rotazione più elevato. Tuttavia tale motore si rivelò fragile e inaffidabile, causando vari ritiri.

## La stagione
Il campionato fu decisamente meno proficuo del precedente, con la maggior parte dei risultati che arrivarono in gare caratterizzate da numerosi ritiri degli avversari: a Montecarlo, in cui solo 4 piloti giunsero effettivamente a traguardo, Herbert e Frentzen si piazzarono 3° e 4°; il tedesco ripeté lo stesso risultato due settimane dopo, in Spagna, sotto una pioggia torrenziale, mentre nell'ultimo appuntamento stagionale in Giappone chiuse al 6º posto.

A fine anno il pilota di Mönchengladbach abbandonò la squadra svizzera per passare alla Williams campione del mondo.
La Sauber concluse il mondiale costruttori 1996 al settimo posto, con 11 punti totali.

### Livrea
A seguito del rafforzamento del legame con Petronas, la livrea della vettura aggiunse al blu del title sponsor Red Bull (che appose il suo marchio sul cofano motore e sul musetto) il turchese della compagnia petrolifera malese ad adornare le fiancate.

## Scheda tecnica
- Lunghezza: -
- Larghezza: -
- Altezza: -
- Peso: 595 kg
- Carreggiata anteriore: 1,700 m
- Carreggiata posteriore: 1,600 m
- Passo: 2,960 m
- Telaio: monoscocca in fibre di carbonio
- Trazione: posteriore
- Frizione: -
- Cambio: longitudinale Sauber-Xtrac, 6 marce e retromarcia (comando semiautomatico sequenziale a controllo elettronico)
- Differenziale: autobloccante
- Freni: Brembo, a disco autoventilanti, in carbonio
- Motore: posteriore longitudinale, Ford JD Zetec-R
  - Num. cilindri e disposizione: 10 a V (72°)
  - Cilindrata: 2994 cm³
  - Potenza: 710 CV a 15.000 giri/min.
  - Distribuzione: -
  - Valvole: 40
  - Olio: Petronas
  - Alimentazione: iniezione elettronica digitale
  - Accensione: elettronica statica
- Sospensioni: indipendenti a puntone anteriore e posteriore
- Pneumatici: Goodyear
- Cerchi: 13" BBS

## Risultati completi
| Anno | Team                 | Motore               | Gomme | Piloti   |    |     |     |     |     |   |     |     |     |   |     |     |     |     |   |    | Punti | Pos. |
| ---- | -------------------- | -------------------- | ----- | -------- | -- | --- | --- | --- | --- | - | --- | --- | --- | - | --- | --- | --- | --- | - | -- | ----- | ---- |
| 1996 | Red Bull Sauber Ford | Ford Zetec-R 3.0 V10 | G     | Herbert  | NP | Rit | 9   | 7   | Rit | 3 | Rit | 7   | SQ  | 9 | Rit | Rit | Rit | 9   | 8 | 10 | 11    | 7º   |
| 1996 | Red Bull Sauber Ford | Ford Zetec-R 3.0 V10 | G     | Frentzen | 8  | Rit | Rit | Rit | Rit | 4 | 4   | Rit | Rit | 8 | 8   | Rit | Rit | Rit | 7 | 6  | 11    | 7º   |

| Legenda | 1º posto     | 2º posto | 3º posto    | A punti         | Senza punti/Non class.  | Grassetto – Pole position Corsivo – Giro più veloce |
| Legenda | Squalificato | Ritirato | Non partito | Non qualificato | Solo prove/Terzo pilota | Grassetto – Pole position Corsivo – Giro più veloce |